# Galaxy Entertainment Group
Die Galaxy Entertainment Group Limited (Chinesisch: 銀河娛樂集團) ist eine Holdinggesellschaft mit Sitz in Hongkong, die vorwiegend Casinos betreibt und damit verbundene Dienstleistungen ausführt. Das Unternehmen ist in den zwei folgenden Segmenten tätig: Spiele und Unterhaltung sowie Baumaterialien. Das Segment Spiele und Unterhaltung verwaltet Spieleinrichtungen und bietet Hospitality-Services in Macau an. Das Segment Baustoffe umfasst die Herstellung und den Vertrieb von Baustoffen in Hongkong, Macau und Festlandchina.
Das Unternehmen ist am Hong Kong Stock Exchange gelistet und seit 2005 Bestandteil des Hang Seng Index. Bedeutende Anteil an der Holding werden von Lui Che Woo gehalten, der zu den reichsten Personen in Hongkong gehört.

## Geschichte
Das Unternehmen wurde 1955 von Lui Che Woo unter dem Namen  K. Wah Construction Materials gegründet. Es war zuerst ein reines Bauunternehmen, bevor es sein Geschäft diversifizierte. Seit 2005 verfügt es als einziges in Hongkong gelistetes Unternehmen über eine Betriebsgenehmigung für Casinos in Macau, als es 97,9 Prozent der Anteile an Galaxy Casino SA erwarb. Dadurch wurde das Glücksspielgewerbe zur wichtigsten Geschäftssparte vor dem Baugewerbe. Galaxy und das Venetian Macao hatten ursprünglich geplant, ihre Spielelizenz in Macao gemeinsam zu betreiben, aber beide haben seitdem beschlossen, ihr Spielegeschäft getrennt zu betreiben.

## Unterhaltene Immobilien

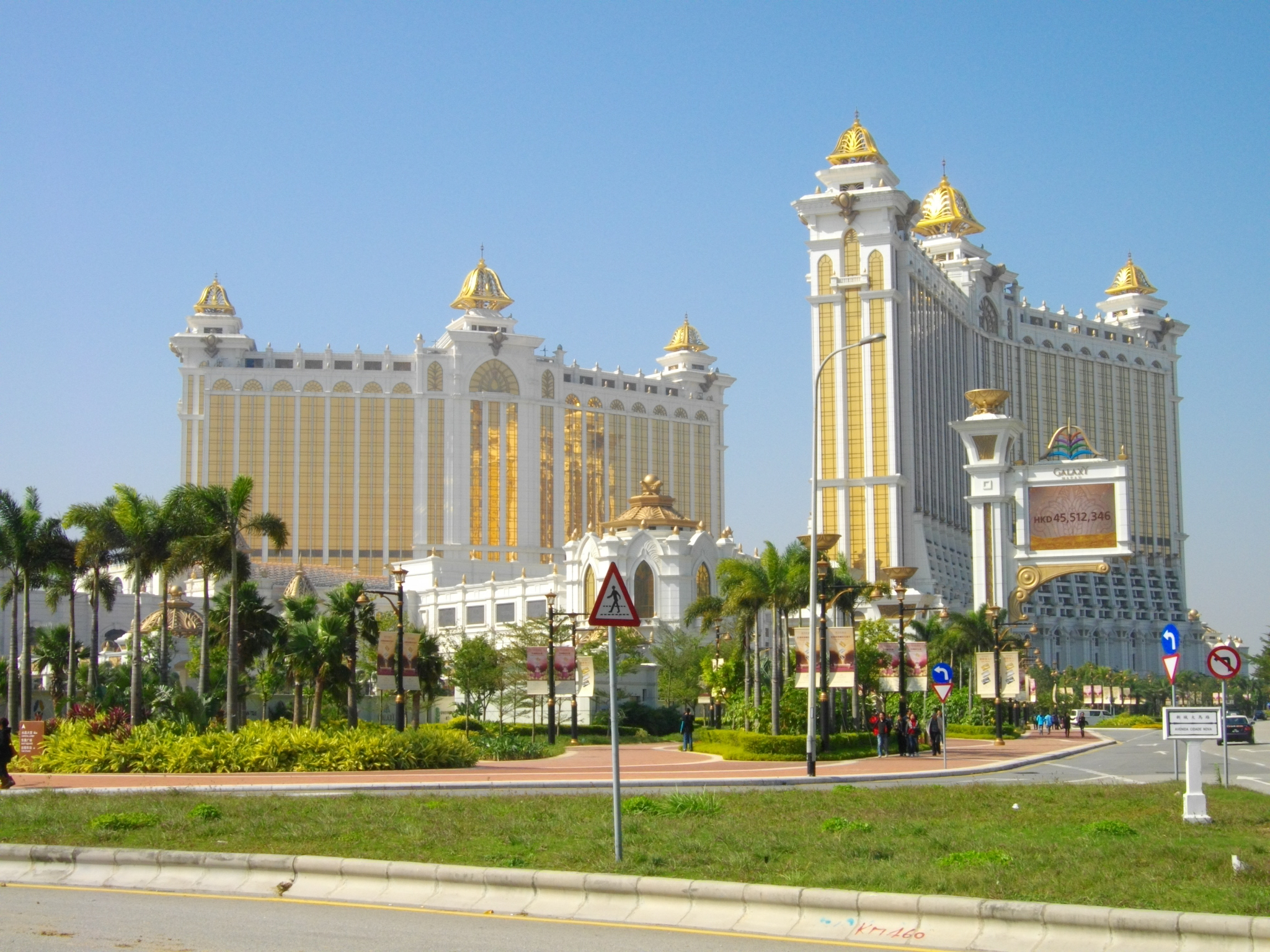
Galaxy Macau

Das Unternehmen besitzt die folgenden Casinos und Hotels in Macau: 
- Das Star World Macau auf der Macau-Halbinsel

- 3 CityClub-Casinos auf der Macao-Halbinsel:

- Waldo Casino

- President Casino

- Rio Casino

- Das Broadway Casino auf dem Cotai Strip

- Das Galaxy Macau auf dem Cotai Strip.